# Кизи (Меза)
Кизи (фр. Cuisy) насеље је и општина у североисточној Француској у региону Лорена, у департману Меза која припада префектури Верден.
По подацима из 2011. године у општини је живело 50 становника, а густина насељености је износила 8,99 становника/km². Општина се простире на површини од 5,56 km². Налази се на средњој надморској висини од 240 метара (максималној 304 m, а минималној 209 m).

## Демографија
| 1962. | 1968. | 1975. | 1982. | 1990. | 1999. | 2011. |
| ----- | ----- | ----- | ----- | ----- | ----- | ----- |
| 29    | 49    | 55    | 51    | 53    | 46    | 50    |

График промене броја становника у току последњих година